# Kecamatan Kotawaingapu
Kecamatan Kotawaingapu är ett distrikt i Indonesien.   Det ligger i provinsen Nusa Tenggara Timur, i den södra delen av landet, 1 500 km öster om huvudstaden Jakarta. Kecamatan Kotawaingapu ligger på ön Pulau Sumba.